# 잔 데브뢰 백작 영애

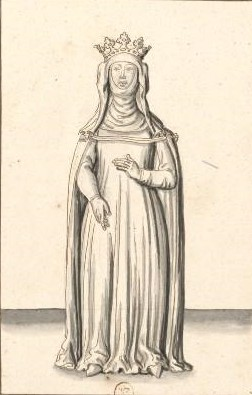
잔 데브뢰

잔 데브뢰(Jeanne d'Évreux, 1310년 ~ 1371년 3월 4일)는 프랑스의 군주 샤를 4세의 세 번째 왕비이다.
루이 데브뢰의 막내딸로 그녀의 오빠 필리프 3세는 나바라 여왕 후아나 2세의 남편이다. 1326년 사촌오빠 샤를 4세와 결혼해 세 딸을 낳았고 이로써 남자 후계자를 얻지 못한 카페 왕가는 단절되었다. 샤를 4세의 뒤를 이어 즉위한 필리프 6세는 잔의 조카딸 블랑슈 데브뢰를 두 번째 왕비로 맞았다. 필리프 6세와 전처 사이에서 태어난 필리프 도를레앙 공작은 잔의 딸 블랑슈와 결혼했다. 잔은 남편의 사후 브리 콩트 로베르 성에 머물다가 그 곳에서 죽었고 생드니 대성당에 묻혔다.

## 자녀
- 잔
- 마리
- 블랑슈